# 李瑾 (通直散骑侍郎)
李瑾（490年—528年5月17日），字道瑜，陇西郡狄道县（今甘肃省定西市临洮县）人，出自陇西李氏姑臧房，北魏散骑常侍、定州刺史、骠骑大将军、安城文恭伯李韶次子，北魏官员。

## 生平
李瑾容貌美好很有才能和学问，为当时之人所称道，特别为李韶钟爱。清河王元怿很赏识李瑾，元怿担任司徒时，征用李瑾为参军。李瑾后转任著作佐郎，加号龙骧将军，稍微升迁通直散骑侍郎，与两位表兄给事黄门侍郎王遵业、尚书郎卢观一起主管礼仪制度。临淮王元彧对他们三人说：“你们三位俊杰共同主管皇帝的礼仪，可以说是舅甥之国。”魏孝明帝元诩去世的时候，制定谥号的策文就是李瑾写的。建义元年四月庚子（528年5月17日），李瑾在河阴之变中遇害，虚岁三十九，朝廷赠予冠军将军、齐州刺史。

## 生年
《魏书》记载李瑾死时虚岁四十九，而《北史》记载李瑾死时虚岁三十九。北京师范学院历史系教授许福谦认为，如果李瑾得年四十九岁，则应生于太和四年（480年），然而李瑾的哥哥李玙死于天保四年，享年七十二岁，应生于北魏太和六年（482年），反比其弟李瑾晚生两年，天下无此事理，所以李瑾之得年当以《北史》为是。李瑾死于北魏建义元年（528），得年三十九岁，计之应生于北魏太和十四年（490年）。

## 家族

### 父母
- 李韶，北魏散骑常侍、骠骑大将军、定州刺史、安城文恭伯
- 荥阳郑氏，北魏中书令、秘书监、荥阳侯、使持节、都督兖州诸军事、安东将军、兖州刺史、南阳文公郑羲次女

### 兄弟姐妹
- 李玙，东魏前将军、护军、东徐州刺史、安城县伯
- 李瓒，北魏司徒参军事
- 李氏，嫁北魏尚书左丞崔楷

### 夫人
- 范阳卢氏，北魏秘书监、固安懿伯卢渊之女[5][6]

### 子女
- 李产之，北齐北豫州司马
- 李倩之，北齐轻车将军、尚书考功郎中
- 李寿之，北齐梁州中从事
- 李礼之，北齐轻车将军、司徒骑兵参军
- 李行之，隋朝唐州下溠郡太守、固始县男
- 李凝之，北齐光州中从事
- 李氏，嫁北齐仪同三司、金紫光禄大夫、须昌县公司马膺之[7]